# Seins nus

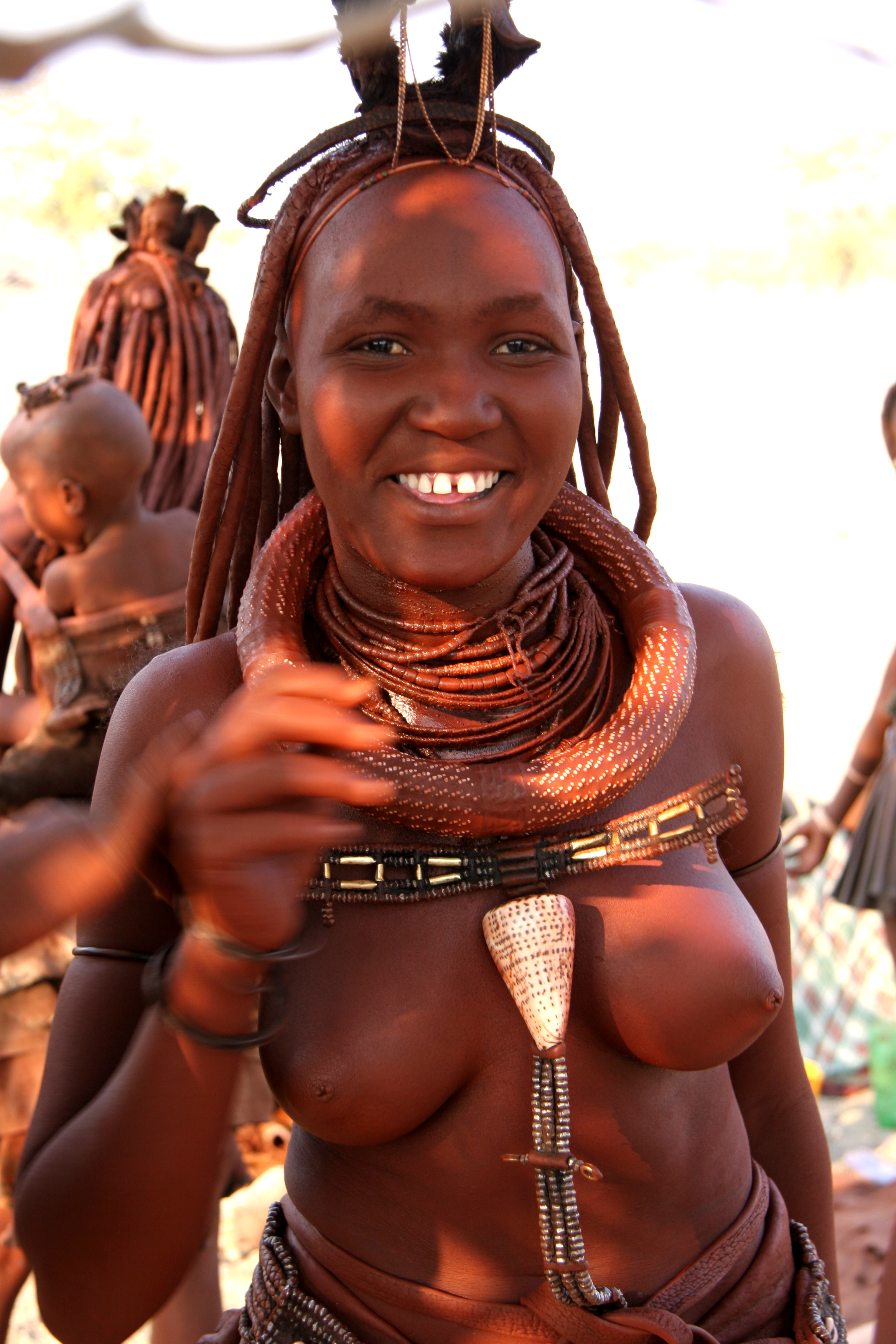
Une femme de l'ethnie himba à Opuwo en Namibie (dans les années 2000), où les seins nus sont considérés comme une norme.

Le fait d'être seins nus est une forme de nudité partielle de la femme dans laquelle les seins ne sont dissimulés par aucun vêtement ni sous-vêtement. Ils sont donc entièrement visibles, y compris les mamelons et les aréoles.
Par abus de langage, l'expression sous-entend la plupart du temps que la totalité du tronc du corps féminin est apparent. Certains synonymes rendent plus fidèlement cette définition, comme « haut nu » ou l'anglicisme « topless ». Un terme approchant est « torse nu » quoique plutôt employé pour les hommes et les filles prépubères dont les seins ne sont pas encore formés.
Dans de nombreuses sociétés de nos jours, la dissimulation des seins est une norme culturelle de pudeur féminine à partir de l'adolescence lorsque les seins des jeunes filles commencent à grossir. Cependant, les attitudes par rapport aux poitrines dénudées varient considérablement suivant les cultures et dans l'histoire.

## Sociétés polythéistes

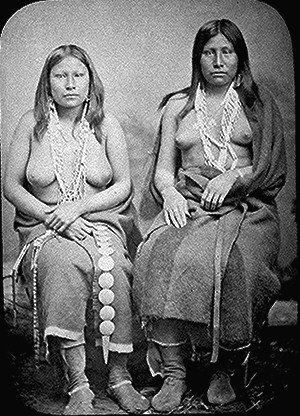
Deux femmes wichitas en costume traditionnel en 1870.

Les cultures pré-chrétiennes et pré-musulmanes d'Afrique, d'Amérique du Nord, d'Australie et d'Océanie considéraient la nudité de la poitrine comme normale et acceptable, du moins avant l'arrivée des missionnaires chrétiens, et cela continue d'être le cas dans de nombreuses cultures aujourd'hui.

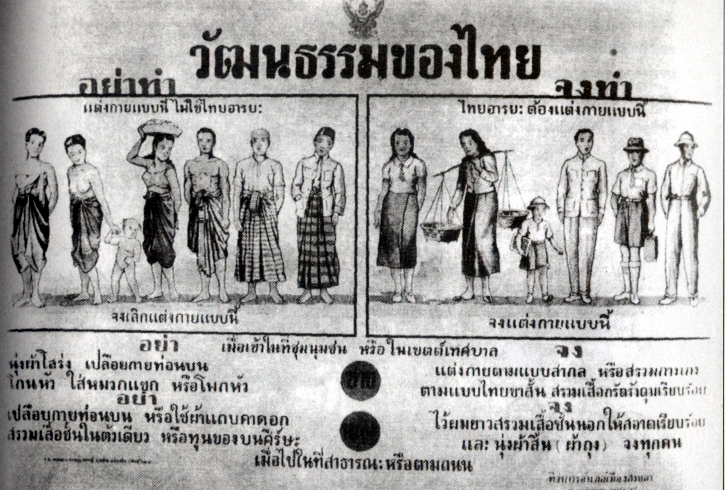
Affiche en Thaïlande pendant le règne de Plaek Pibulsonggram (1938-1945) encourageant les femmes à adopter une tenue « civilisée » qui recouvre la poitrine.

La nudité mammaire était aussi la norme dans différentes cultures asiatiques avant les conquêtes musulmanes des XIIIe et XIVe siècles. Les femmes indiennes étaient aussi bien habillées que torse nu avant les conquêtes musulmanes des Indes,. Le torse nu a été la norme chez les femmes dans l'Inde du Sud au Moyen Âge. Des peuples d'Inde du Sud comme les Tamouls le long de la côte de Coromandel, les Tiyans et d'autres populations de la côte de Malabar, les Nadars sur les îles de Cochin, les Cherouman (Poulayars), les Kouroubas, les Koragas, les Nicobaris, ou les Ouriyas pratiquaient couramment la nudité mammaire jusqu'au XIXe voire jusqu'au début du XXe siècle.
Les « mandats culturels » de Plaek Pibulsonggram en Thaïlande publiés en 1939 et en écriture latine montrent que les femmes avaient la liberté de circuler soit seins nus soit habillées avant l'occidentalisation des vêtements.
Vers la fin du XIXe siècle, l'influence des missionnaires et la modernisation lancée par le roi Rama V ont incité les femmes à porter des chemisiers pour couvrir leur poitrine.
Jusqu'au début du XXe siècle, les femmes du Nord de la Thaïlande portaient de longues jupes (pha-sin) nouées au-dessus de la taille et laissant la poitrine découverte.
En 1858, Henri Mouhot a pris des photos de laotiennes où l'on voit que les jeunes femmes vierges se couvraient les seins, alors que les femmes mariées les révélaient en public, puisqu'ils servaient aussi à l'allaitement.
Les poitrines découvertes étaient la norme parmi les peuples balinais, dayaks ou javanais en Indonésie avant l'influence des cultures musulmanes ou chrétiennes. Dans la société dayak, parmi les femmes mariées, seules les femmes à grosse poitrine se couvraient les seins pour pouvoir travailler plus confortablement.
Dans la plupart des sociétés du Moyen-Orient, l'interdiction de la nudité de la poitrine remonte au moins aux débuts de l'islam (VIIe siècle) du fait des normes musulmanes de pudeur. Chez les Himbas, au Nord de la Namibie, avoir les seins nus est pratique courante.
Les normes des sociétés traditionnelles entrent parfois en conflit avec les lois des sociétés occidentales. Ainsi en 2004, la police a défendu aux membres de la communauté aborigène Papunya de danser seins nus dans le parc public d'Alice Springs en Australie.

## Sociétés occidentales

### Histoire

#### Avant leXXesiècle

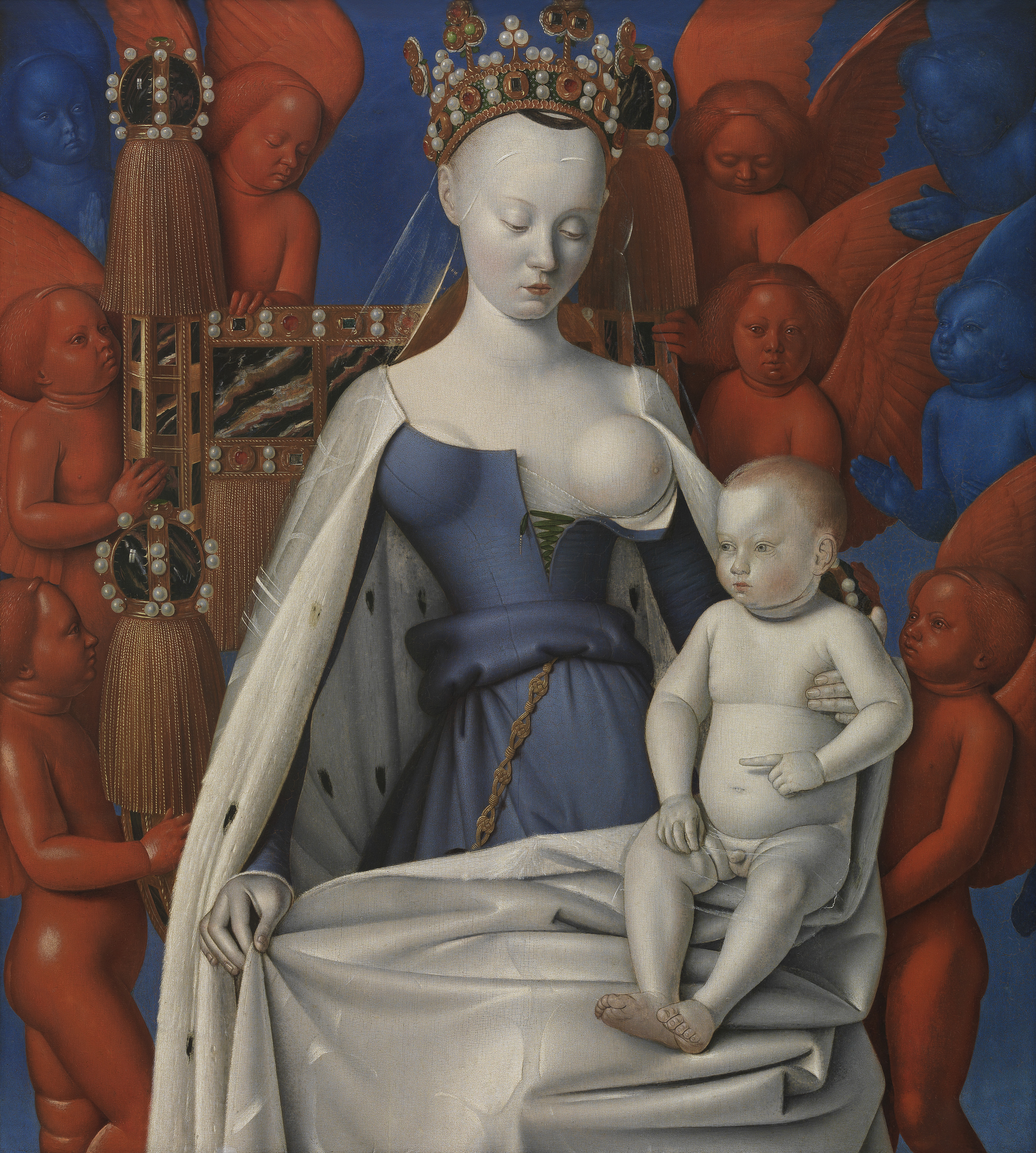
Agnès Sorel, connue pour apparaître seins nus à la cour de France, a été le modèle pour La Vierge et l'Enfant entourés d'anges, Diptyque de Melun par Jean Fouquet (vers 1450).

Dans de nombreuses sociétés européennes, entre la Renaissance et le XIXe siècle, les seins exposés étaient mieux acceptés qu'aujourd'hui, puisque la nudité des jambes, des chevilles ou des épaules était considérée comme plus osée que celle des seins.
Dans l'aristocratie et la haute société, exposer ses seins était vu comme une marque de prestige, une mise en valeur de sa beauté, de sa richesse et de sa position sociale. Pour conserver une poitrine jeune et jolie, les femmes employaient des nourrices pour allaiter leurs enfants. Une poitrine nue évoquait les sculptures dénudées de la Grèce antique qui exerçaient une influence importante sur les arts, la sculpture et l'architecture de l'époque.
La mode des poitrines découvertes était observée au XVe siècle par la courtisane Agnès Sorel, maîtresse du roi Charles VII de France, dont les robes à la cour de France exposaient parfois un de ses seins ou les deux. Jean Fouquet aurait pris Agnès Sorel pour modèle pour son portrait de la Vierge Marie présentant un sein nu (le Diptyque de Melun). Les femmes aristocratiques devaient immortaliser leur poitrine en se faisant peindre, comme dans le cas de Simonetta Vespucci, dont le portrait à la poitrine découverte a été peint par Piero di Cosimo vers 1480. Pendant le XVIe siècle, les femmes affichant leur poitrine étaient chose courante, pour la reine comme pour les prostituées, en passant par toutes les classes de la société.
Cette mode était entrée dans les mœurs pendant le XVIIe siècle en Angleterre et était suivie par la reine Marie II et par Henriette-Marie de France, épouse de Charles Ier d'Angleterre pour laquelle l'architecte Inigo Jones a conçu un costume masqué qui exposait toute sa poitrine.
Pendant les Trois Glorieuses en 1830, les seins dénudés de Marianne dans La Liberté guidant le peuple d'Eugène Delacroix sont affichés comme un symbole d'émancipation inspiré de l'Antiquité gréco-romaine.
C'est à partir de l'époque victorienne, qui débute vers 1832 au Royaume-Uni, que les mentalités ont changé en faveur de la dissimulation de la poitrine féminine. En France, l'article 330 du code pénal de 1810 introduit le délit d'outrage public à la pudeur, mais sans référence à des zones précises du corps.

#### XXesiècle

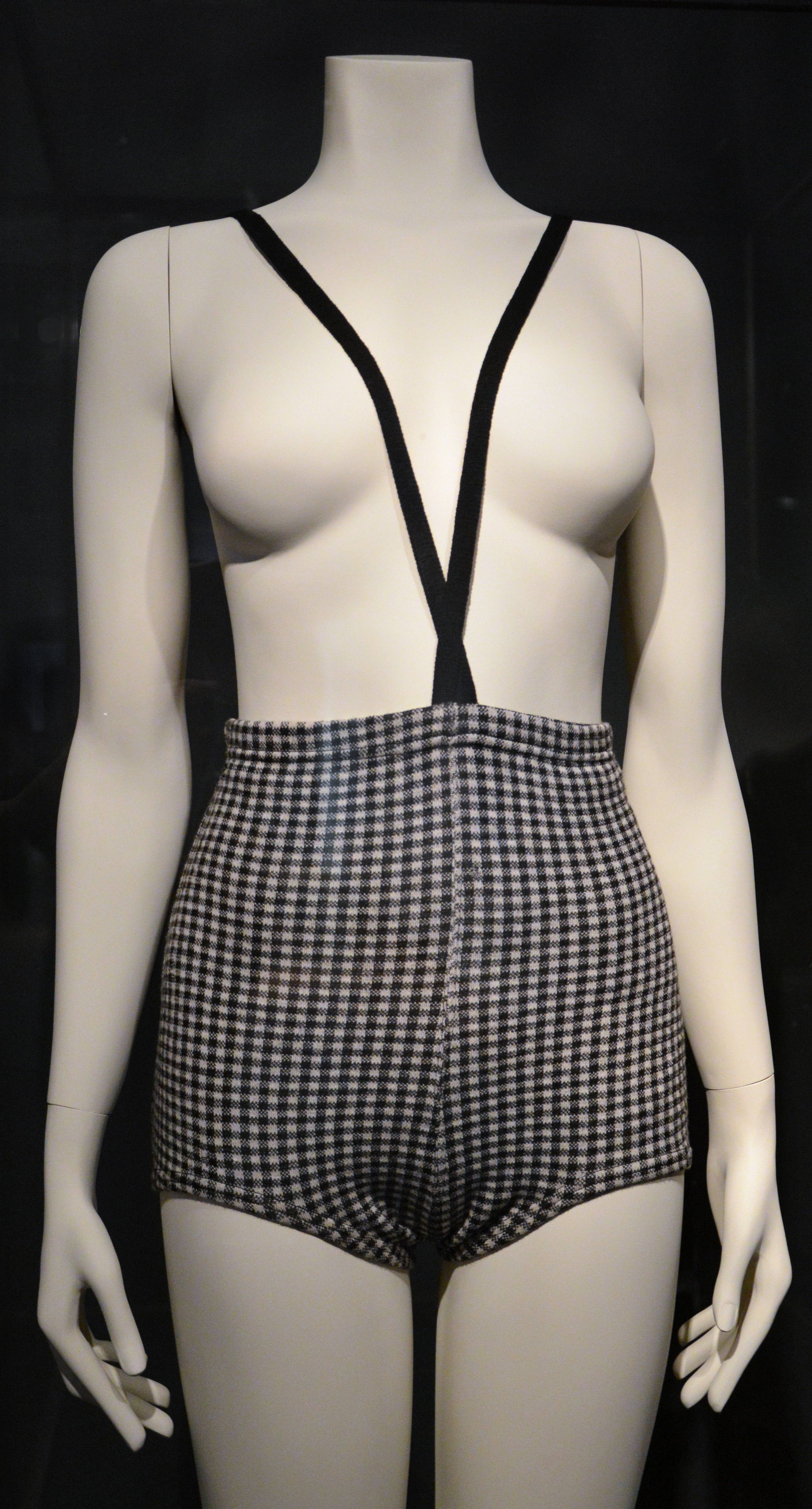
Le monokini original de 1964 de Rudi Gernreich, un maillot de bain seins nus.

Cent ans plus tard, dans les années 1920, le bronzage devient de plus en plus populaire. Toutefois, à la fin des années 1930, les premières images d'hommes se promenant seins nus sur les plages choquent les habitants de la côte Est des États-Unis, où ils peuvent être arrêtés pour ce motif. Dans les années 1940, des publicités des magazines féminins encouragent le bain de soleil, qui est considéré bon pour la santé.
En France, les premiers congés payés entraînent l'essor des vacances et du bronzage. Des personnalités de la bohème de l'époque, Pablo Picasso, Jean Cocteau ou Maurice Sachs contribuent à populariser les plages des Alpes-Maritimes à la belle saison. En réaction, des ligues de lutte contre l'immoralité des plages apparaissent, que les médias appelleront « antiplagistes ». La une du Petit journal illustré en 1927 titre sur la « punition des baigneuses trop coquettes » par des riverains. À l'été 1933, le curé de Batz-sur-Mer en Loire-Atlantique félicite des paroissiens qui avaient frappé des baigneurs dont les tenues étaient jugées indécentes. On placarde dans tous le pays des textes menaçants, appelant au sursaut de la population chrétienne : « Appel aux chrétiens pratiquants. Vous connaissez, Messieurs, les désordres qui, depuis quelques années surtout, se produisent dans les plages ». Ces campagnes sont bientôt suivies d'effets : à La Rochelle, un arrêté de juillet 1934 ordonne que le maillot recouvre entièrement « le torse, le bassin et la partie haute des membres inférieurs ».
Les maillots de bain commencent cependant à recouvrir de moins en moins la peau et l'introduction du bikini en 1946 accélère la tendance. Les marques de bronzage dues au maillot de bain sont considérées comme gênantes et peu esthétiques. Les femmes vont donc essayer de les éviter en dégrafant la lanière de leur soutien-gorge quand elles bronzent sur le ventre.
En 1954, l'actrice britannique Simone Silva se fait photographier seins nus en compagnie de Robert Mitchum au festival de Cannes. Ce cliché la fera renvoyer du festival et choquera beaucoup l'Amérique puritaine. Il contribue à mettre fin à la carrière de l'actrice qui n'obtiendra plus que des rôles mineurs jusqu'à sa mort précoce trois ans plus tard.
En 1964, le styliste américain Rudi Gernreich met le monokini sur le marché. Malgré les réactions hostiles des critiques de mode et des représentants des Églises et de la vertu, les femmes achètent un nombre record de monokinis cet été-là. Par contre le maillot de bain une pièce est très peu porté dans l'espace public. À la fin de la saison, Gernreich en a vendu 3 000 à 24 $, ce qui représente un gain important pour un vêtement si petit. Le phénomène attire l'attention aux États-Unis, et le San Francisco Chronicle fait sa une d'une femme en monokini dont les seins sont clairement visibles. La photo du mannequin Peggy Moffitt est ensuite reprise par d'autres magazines, entre autres Women's Wear Daily ou Life.

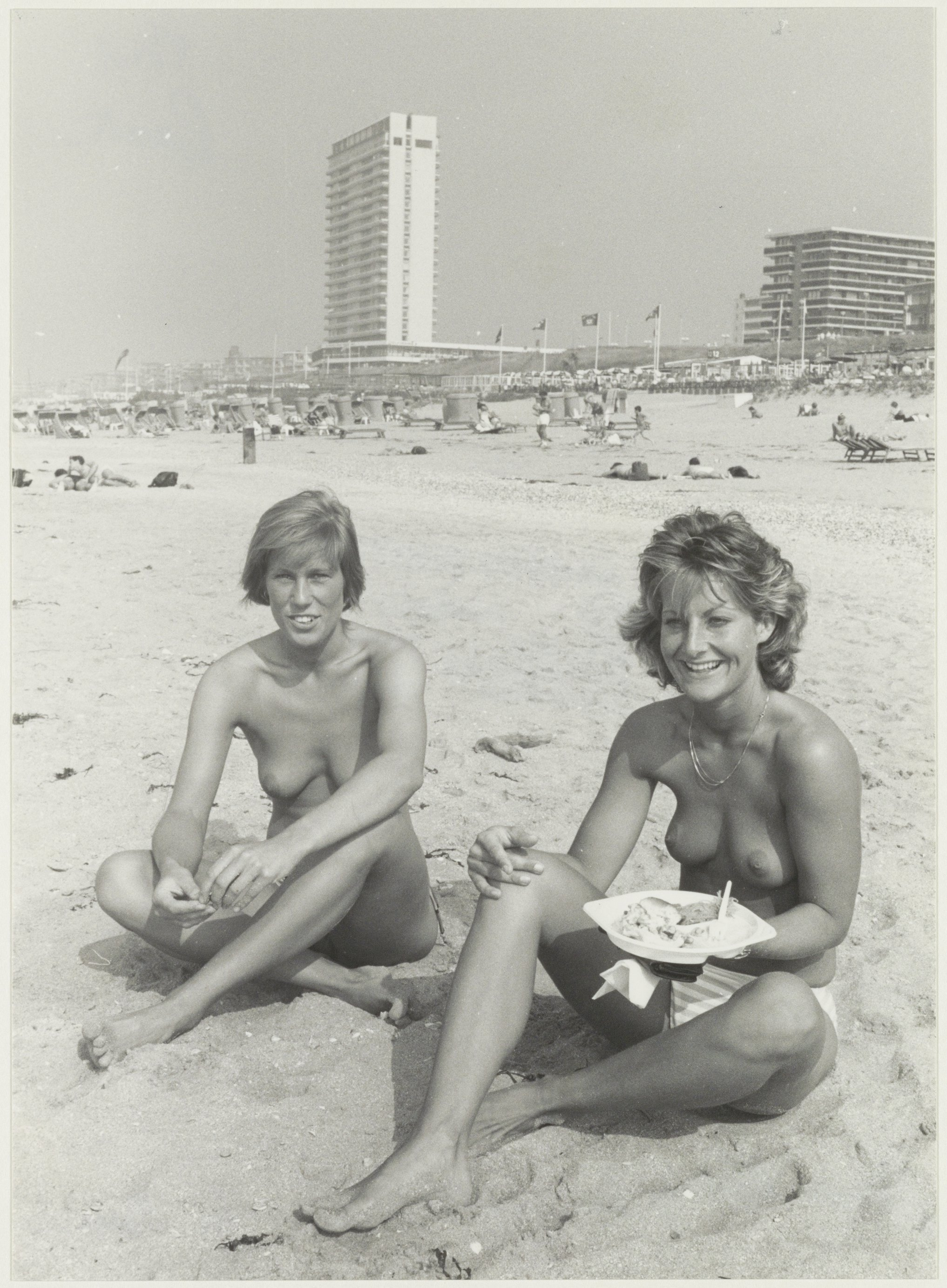
Deux femmes seins nus sur la plage de Zandvoort aux Pays-Bas en 1984.

C'est avec mai 1968 et l'émergence du mouvement hippie que certaines femmes décident d'abandonner leur soutien-gorge. En septembre 1968, le mouvement féministe New York Radical Woman proteste contre l'élection de Miss America à Atlantic City en jetant des accessoires féminins et des soutiens-gorge dans une poubelle. Elles veulent initialement les brûler, mais n'en obtiennent pas le droit. Cette manifestation est devenue une légende urbaine de femmes brûlant leurs soutiens-gorge dans la rue. 

« Le soutien-gorge est perçu comme un symbole d'une oppression subie par les femmes sans même qu'elles ne s'en rendent compte. Le signe qu'elles ont été séduites par des rituels esthétiques et contraintes de se conformer à l'idéal imposé par la société. »

Bien que le monokini soit initialement interdit sur la côte d'Azur, c'est là qu'il se popularise le plus dans les années 1970. Environ la moitié des baigneuses tombent le haut à Saint-Tropez en 1975. Des instructions sont données à la police de ne pas intervenir. Pierre Merli, maire d'Antibes Juan-les-pins déclare qu'« on fermera les yeux, au moins au sens figuré. ». Le journal L'Express titre le 4 août 1975 « Seins nus : les Français sont pour ! ». À l'époque, 76 % des Français sont favorables au bronzage seins nus. La réputation libertaire de la France sera alors médiatisée jusqu'aux États-Unis.
Depuis les années 1980, la tendance indique un retour à plus de pudeur chez les jeunes femmes.

#### XXIesiècle

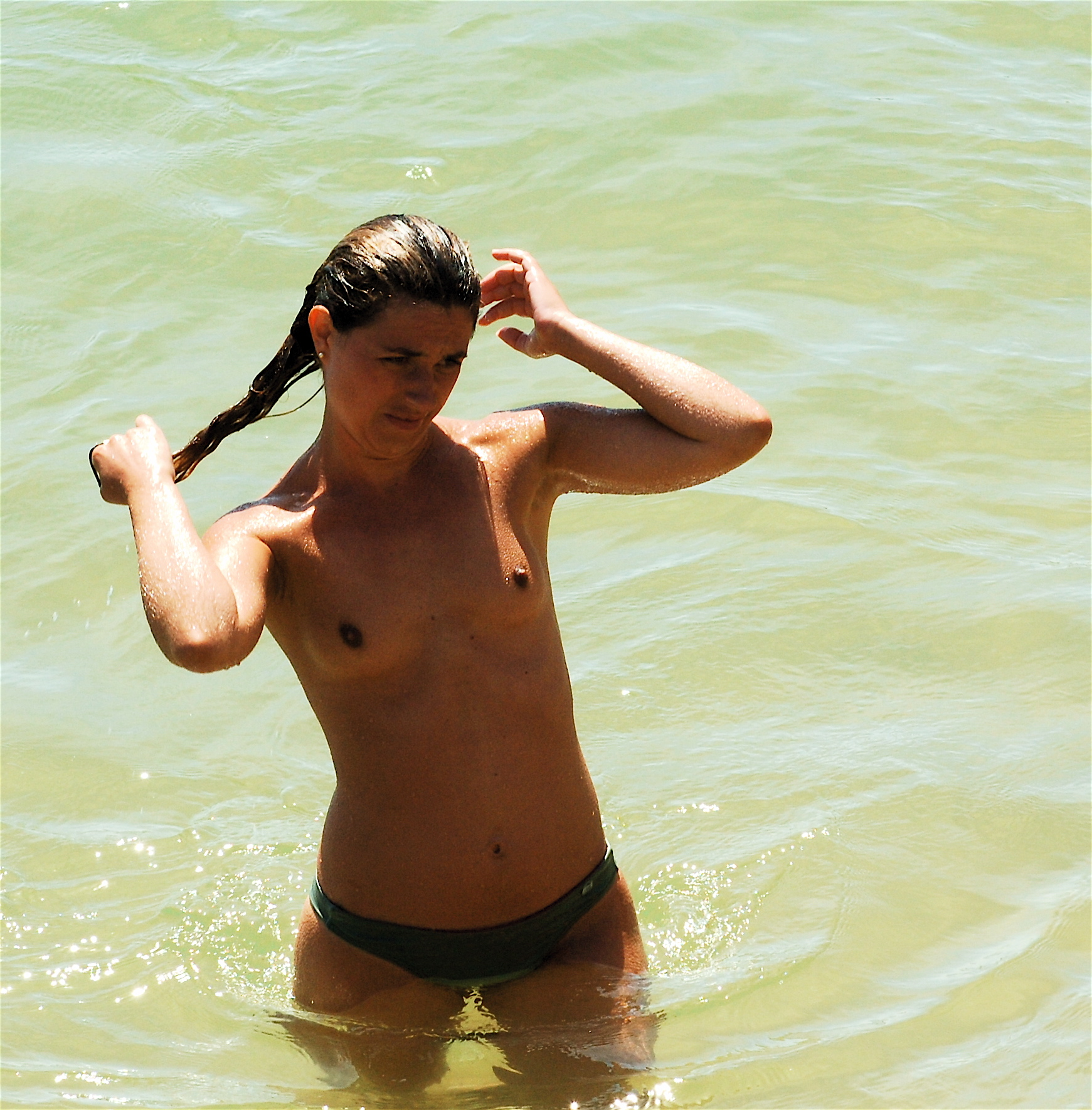
Baigneuse en monokini en 2006 à Cascais au Portugal.

Au début du XXIe siècle, d'après les standards occidentaux, la liberté dont disposent les femmes d'exposer leur poitrine dépend beaucoup du contexte social. Les maillots de bain et les bikinis pour femmes laissent apparaître les côtés et le dessus des seins. Le port du décolleté est largement permis, et peut être même considéré comme une marque d'élégance et de sophistication lors d'évènements solennels, mais peut aussi être considéré comme provocant par exemple dans les lieux de travail ou à l'école, où l'exposition sexualisée du sein féminin est mal vue.
L'exposition publique des mamelons et de l'aréole est considérée, dans presque toutes les circonstances, comme sexuellement connotée et comme une forme de nudisme, d'où l'apparition de cache-tétons pour contourner cela tout en laissant les seins libres. Les femmes et les jeunes filles peuvent juger acceptable d'ôter occasionnellement leur haut dans des lieux non mixtes, comme les cabines d'essayage ou les dortoirs, et le monokini est le plus souvent toléré sur les plages mixtes, mais l'exposition des seins en dehors de ces contextes est souvent vue comme un acte accompli dans le but de choquer, relégué à une forme d'obscénité. Cette perception s'est même étendue, dans des cas marginaux, au fait d'allaiter en public, avec un rejet plus fort lorsque les enfants sont jugés « trop vieux ». Certaines femmes analysent ce rejet comme lié à la sexualisation des seins des femmes ; pour l'anthropologue Caroline Chautems, ce rejet pourrait traduire une injonction de devoir favoriser la fonction sexuelle du sein au détriment de sa fonction maternelle, physiologique, l'émission de fluides rompant avec l'esthétique attendue.
Certaines sociétés ont commencé à étendre l'interdiction sociale des poitrines féminines dénudées aux enfants prépubères voire aux torses nus des bébés, qui sont habillés par leurs parents avec des maillots de bain une pièce ou en bikini sur les plages ou dans les parcs[réf. nécessaire]. La tendance à couvrir le mamelon féminin très tôt dans la croissance est particulièrement remarquable en Amérique du Nord et au Moyen-Orient, mais est plus rare en Europe et en Amérique du Sud.
Dans la majorité des sociétés occidentales à traditions chrétiennes, la poitrine féminine dénudée est considérée comme indécente, ce qui n'est pas ou moins le cas pour les hommes circulant torse nu,.

##### Scandale duNipplegate
Dans ce qui deviendra le scandale du Nipplegate, Justin Timberlake révèle accidentellement aux yeux du public le sein de Janet Jackson au Super Bowl le 1er février 2004. Cet incident a pour conséquence le sabordage de la promotion du huitième album de la chanteuse, Damita Jo, puisque les radios américaines et MTV refusent de diffuser ses chansons. La chanteuse présente ses excuses : « Je suis vraiment désolée si j'ai offensé quiconque. Ce n'était réellement pas mon intention… MTV, CBS, the NFL n'avaient aucune connaissance de ceci, de quoi que ce soit, et malheureusement, tout cela a mal fini. » L'incident est devenu le moment le plus rediffusé et enregistré dans l'histoire du TiVo, attirant environ 35 000 nouveaux abonnés. Un représentant de la compagnie a déclaré: « Les gars qui mesurent l'audience n'ont jamais rien vu de tel. Les graphiques de la réaction du public ressemblaient à un électrocardiogramme. »
L'événement a été considéré comme l'un des plus controversés de l'histoire de la télévision aux États-Unis. Janet Jackson a ensuite été listée dans le livre Guinness des records comme la « plus recherchée dans l'histoire d'Internet » et « la plus recherchée sur le site d'information américain News Item ». Sa performance a été l'inspiration pour la création de YouTube, et le lancement de Facebook a eu lieu dans les trois jours suivant l'incident pour capitaliser sur sa controverse à travers les réseaux sociaux. À la suite de l'incident, « Janet Jackson » est devenu l'expression la plus recherchée dans l'histoire de l'Internet, et détient également le record pour « l'événement le plus recherché sur une journée ». Cet incident montre l'impact et le mélange de condamnation et d'attirance que peuvent provoquer les seins nus.

### Études d'opinion

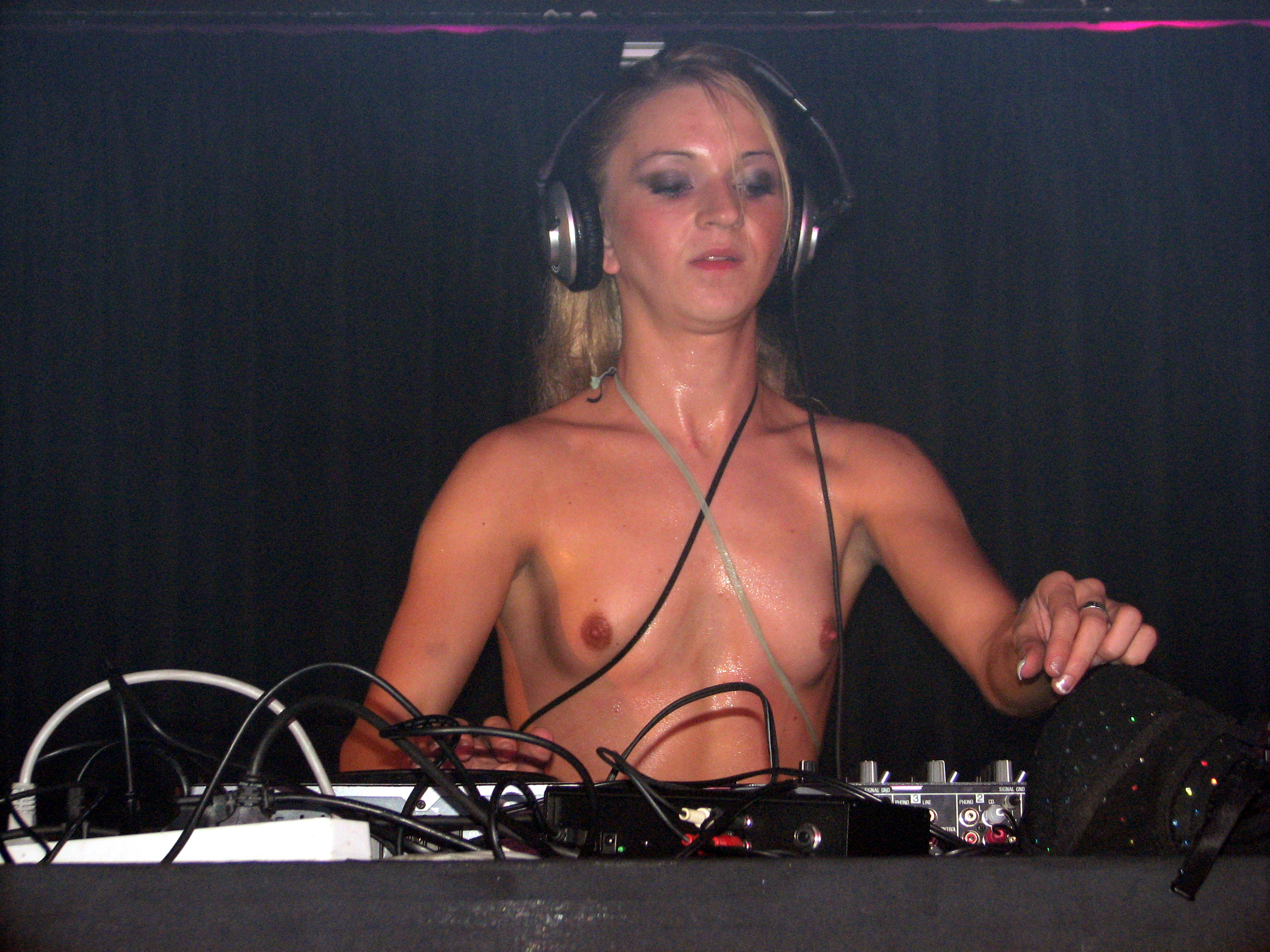
Une DJ russe aux seins nus dans une boîte de nuit à Helsinki en Finlande en 2008.

En Australie, un sondage dans les facultés dans le milieu des années 1990 a indiqué que 88 % des étudiants des deux sexes considèrent les seins nus sur les plages comme socialement acceptables, même si la majorité d'entre eux désapprouvent la même attitude dans d'autres contextes, comme en ville dans les jardins publics. La plupart des étudiants ne voyaient pas les seins nus comme sexuellement connotés par nature, mais considéraient que les poitrines découvertes étaient plus susceptibles de provoquer une attirance sexuelle chez les hommes. Dans ce pays, la décision pour une femme de circuler seins nus est moins considérée comme sexuellement connotée et décadente par les étudiantes qui la pratiquent que par celles qui ne la pratiquent pas.
Au Canada, une étude sur l'acceptabilité de la légalisation de la nudité des poitrines féminines auprès d'un échantillon de 1 479 Canadiens a été menée par Fischtein, Herold et Desmarais en 2005. Suivant le contexte, la proportion de gens qui jugent que les poitrines dénudées devraient être illégales varie : 72,4 % pensent qu'il devrait être interdit d'aller seins nus en pleine rue, 62,1 % pensent que cela devrait être interdit dans les jardins publics, et seulement 48,1 % sont en faveur de cette même interdiction sur les plages publiques. Les résultats du sondage portant sur les jugements sur les seins nus dans la rue varient aussi selon le sexe des personnes interrogées, avec une proportion plus grande de femmes en faveur d'une interdiction (78,1 %) que d'hommes (65,6 %). Suivant les tranches d'âges, les personnes les plus opposés aux seins nus dans la rue en public sont les jeunes de 20-29 ans (79,9 %), suivis par les personnes âgées de plus de 60 ans (73,2 %) et les moins opposées sont les 40-49 ans (67,5 %). Les sondés fréquentant un lieu de culte au moins une fois par semaine y sont bien plus opposés (85,1 %) que ceux n'en fréquentant jamais (57,7 %). Selon la distribution géographique, les plus hostiles à la légalisation sont les résidents des Prairies (78,2 %) et les Québécois (74,6 %) par contraste avec les Ontariens (70,8 %) et surtout les Britanno-Colombiens (62,2 %).
En France, le sociologue Jean-Claude Kaufmann déclare en 2009 : « on assiste aujourd’hui au retour de valeurs plus sécuritaires et plus familiales. Pudeur et discrétion sont de mise » par rapport aux années 1970 et 1980 où les femmes brûlaient leur soutien-gorge pour revendiquer leur liberté. Il explique en partie cette évolution en disant « la pratique s’est banalisée, et du coup, elle est moins tendance ». D'après un sondage effectué en France en 2009, la tendance est à considérer les seins comme des parties intimes, particulièrement parmi les jeunes femmes, dont 25 % se disent « très pudiques ». Certaines personnes mettent cette tendance sur le compte de la crainte des cancers de la peau tandis que d'autres évoquent « le regard des garçons ».
Un sondage de l'Ifop réalisé en France en 2017 montre que 22 % des femmes font du topless à la plage, contre 43 % trente ans plus tôt en 1987. La peur des cancers, l'évolution des mœurs, la pudeur et les complexes sont évoqués pour expliquer ce désamour. Un sondage de l'Ifop mené en 2019 confirme le taux de 22 % de femmes françaises enlevant régulièrement ou occasionnellement le haut en été.

### Aspects sociologiques
Dans son livre Corps de femmes, regards d'hommes, Jean-Claude Kaufmann, qui a analysé les rapports humains sur les plages, écrit que l'attitude des femmes peut être très influencée par le regard que les hommes portent sur les seins nus. L’individu, dit-il, en général, aspire à rentrer dans le banal, l’invisible pour se rendre la vie plus facile. Et il constate qu'en parallèle d'une banalisation des seins nus s'opère une banalisation du voyeurisme, le « voir sans voir », qui consiste à faire semblant de ne pas y porter attention pour faciliter la cohabitation sociale.
Il catégorise le regard masculin de trois façons différentes : le regard banalisant, qui implique une certaine « négation du corps », le regard esthétisant, porté tant par les femmes que par les hommes bien que les implications ne soient pas les mêmes, et le regard sexualisant, honteux ou franc, car dit-il, une grande partie des hommes pensent que le sein nu sur la plage est plus érotique que celui que l’on trouve sur les magazines car il est plus réel et donc plus accessible. Le regard féminin esthétisant serait plus un regard de comparaison tandis que le regard masculin est ambigu puisqu'il s'y mêle confusément une appréciation esthétique et, dans la foulée, une attraction sexuelle. Certains hommes observent les seins nus mais leur regard est accepté, banalisé par la société à condition qu’il n’y ait aucun contact cutané entre le regardant et la regardée.
Selon certains témoignages, le regard et les critiques des autres femmes habillées peuvent être beaucoup plus méprisants que ceux des hommes.

### Mouvements pour la libération des seins
Il existe des mouvements militant pour la liberté des femmes de circuler seins nus, particulièrement en Amérique du Nord ou en Europe du Nord. Au Canada, des associations comme TERA (Topfree Equal Rights Association ou Association du Droit Égal aux Seins Nus) considèrent que l'interdiction pour les femmes de montrer leurs seins est une discrimination sexuelle. GoTopless.org, une organisation américaine affirme que les femmes ont le même droit constitutionnel à circuler torse nu en public que les hommes. En 2009, l'organisation a appelé à manifester le 26 avril, date du droit de vote pour les femmes aux États-Unis (Women's equality day). 
En Suède, le collectif Bara Bröst a fait parler de lui à la fin des années 2000 lorsque plusieurs militantes entraient dans les piscines seins nus. Il revendique la désexualisation des seins, afin qu’ils soient perçus comme une partie du corps comme un autre et non plus un organe sexuel.

### Pratiques

#### Festivités

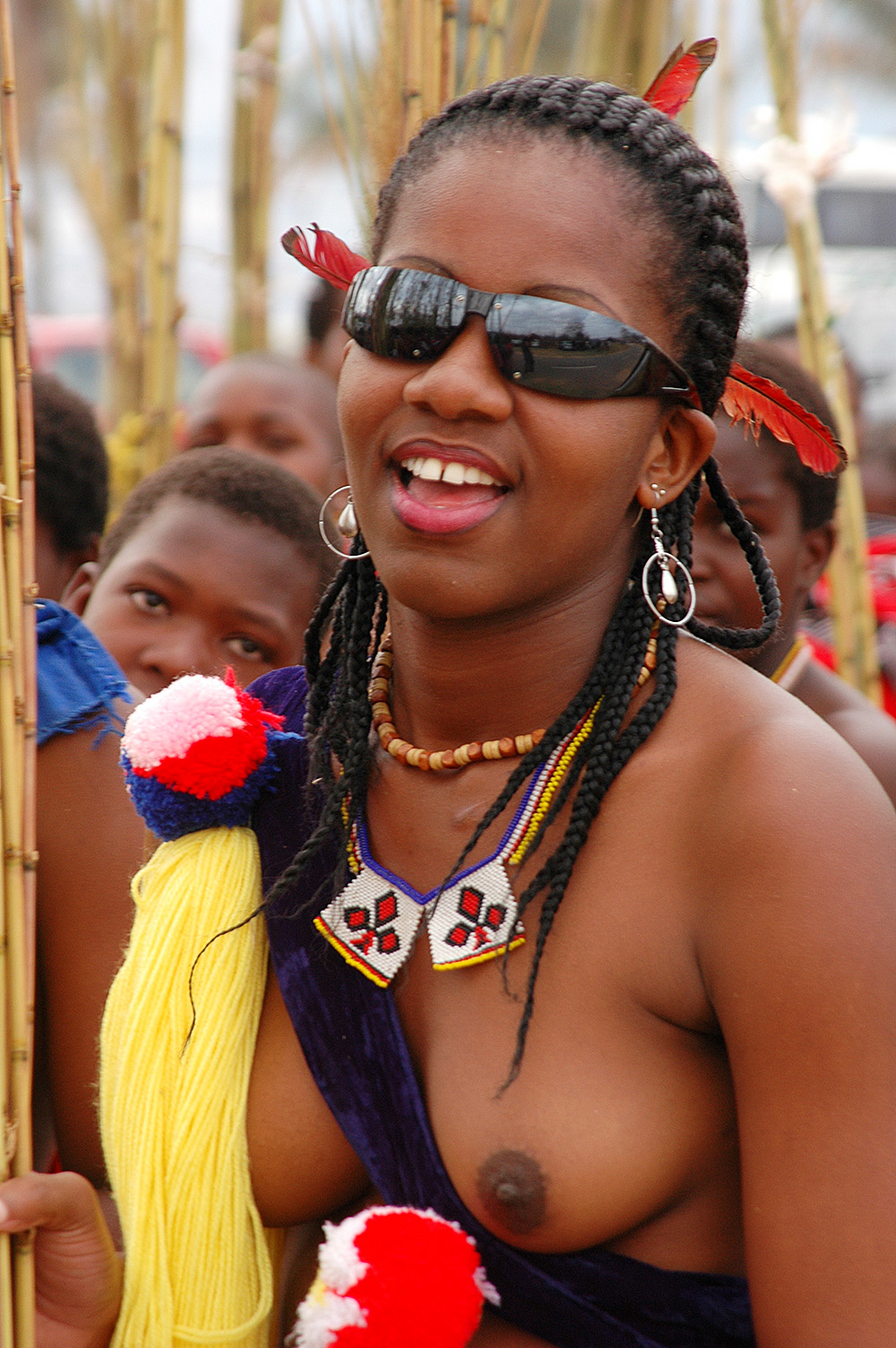
Une participante à la danse des roseaux au Swaziland en 2006.

Les femmes circulant seins nus le font souvent lors de baignade (à la plage, à la piscine, dans le sauna ou hammam) ou lors de festivals, fêtes ou autres manifestations, comme le carnaval de Rio à Rio de Janeiro, la danse des roseaux au Swaziland ou le mardi gras à La Nouvelle-Orléans. Les seins nus sont aussi courants pendant les marches des fiertés lesbiennes, ou dans les manifestations pour revendiquer la libération des seins.
Comme lors des manifestations nudistes, la poitrine est souvent peinte pour accentuer l'effet festif.

#### Protestation
Les seins nus sont aussi pratiqués lors de protestations pour attirer l'attention sur une certaine cause, comme dans le cas du collectif féministe Femen fondé par des étudiantes ukrainiennes en 2008. Leurs actions, très visuelles, reflètent leur slogan « mon corps est une arme ». 

Ces pratiques de nudité mammaire pour attirer l'attention sont parfois critiquées par des féministes : 

« l'usage de la nudité et même de l'érotisme pour une cause supposée "juste" ne requiert ni n'entraîne nulle réflexion critique sur les normes de beauté, la vision machiste de la sexualité et la manière de représenter l'érotisme. »

La militante Sherry Glaser a créé le collectif Breast Not Bombs à Mendocino en Californie sur le modèle de Food Not Bombs pour protester contre la guerre en Irak. Après avoir manifesté seins nus avec une amie le 8 novembre 2005, elles ont été arrêtées pour exhibition sexuelle et trouble à l'ordre public. Elles ont néanmoins gagné leur procès en obtenant dédommagement pour violation de leur liberté d'expression. Le collectif a pour but de prouver que la guerre est beaucoup plus indécente que les seins nus.

Les seins nus sont aussi une méthode de protestation utilisée par des femmes trans pour revendiquer leurs droits, notamment quand leur genre n'est pas reconnu légalement. En Italie en 1980, des femmes trans se mettent seins nus dans une piscine de Milan, expliquant qu’elles n'enfreignent pas le règlement sur l'interdiction faite aux femmes de montrer leur poitrine, puisque légalement, elles sont toujours considérées comme des hommes. Leur arrestation pour indécence reviendrait à reconnaître qu’elles sont bien des femmes. En 2025, des manifestations similaires de femmes trans seins nus ont lieu au Royaume-Uni après la décision de la Cour Suprême de définir le genre comme étant basé uniquement sur le sexe assigné à la naissance.

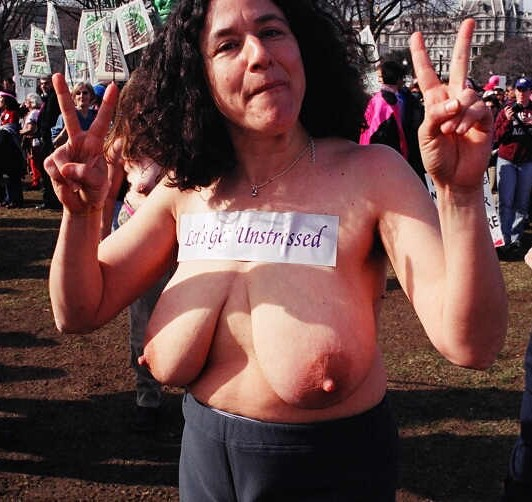
Sherry Glaser, de Breast Not Bombs, manifestant seins nus le 8 mars 2003 devant la Maison-Blanche avec l'écriteau Let's get Unstressed (déstressons-nous) qui se rapproche du Let's get undressed (déshabillons-nous).
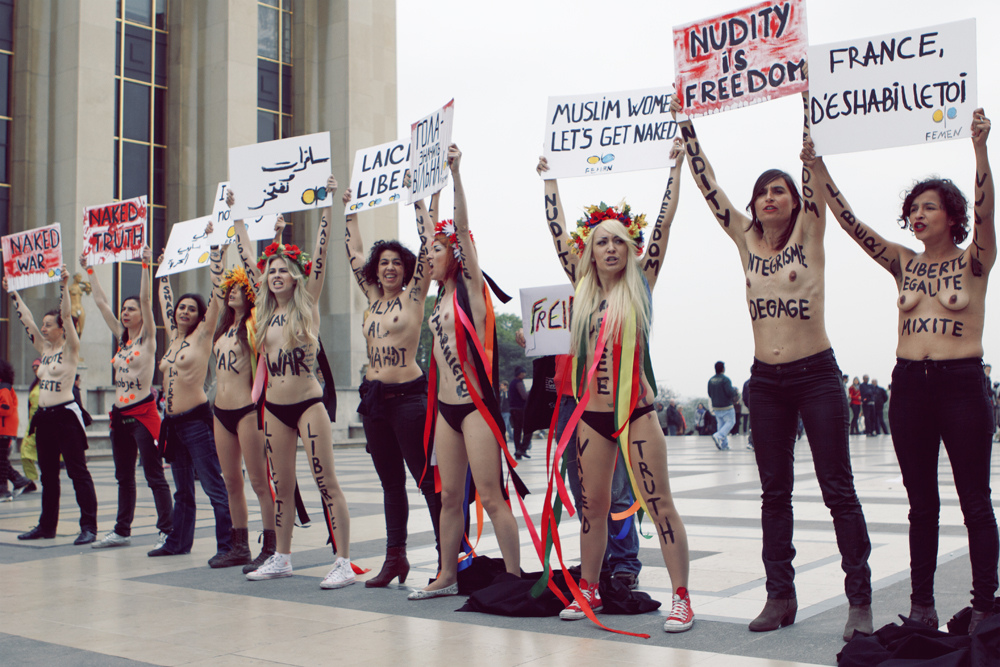
Manifestation des Femen en 2012 à Paris.

#### Art et divertissement

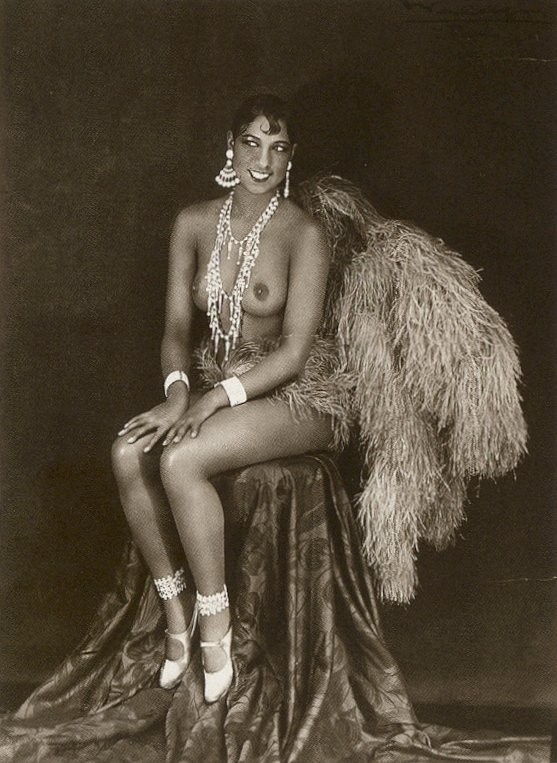
Joséphine Baker pose seins nus en costume de music-hall en 1927.

Les seins nus dans l'art ou la publicité le sont souvent d'une manière soulignant leur intérêt esthétique voire érotique, comme dans le cas des SuicideGirls qui posent dans une nudité partielle ou totale où les seins sont mis en valeur pour leur pouvoir de séduction. Des femmes sont aussi parfois employées dans des clubs pour adultes pour donner leur poitrine en spectacle ou poser seins nus comme une forme de divertissement érotique commercial. Le divertissement seins nus peut aussi prendre la forme de concours de tee-shirts mouillés.
Dans de nombreuses cultures occidentales aujourd'hui, des femmes seins nus sont régulièrement affichées dans des magazines, des calendriers ou autres médias imprimés. Au Royaume-Uni, selon une tradition établie par le quotidien anglais The Sun en 1970, plusieurs journaux tabloïds présentent des jeunes femmes torse nu en troisième page. Même si des images de femmes aux seins nus sont de plus en plus omniprésentes dans les médias, les images de filles de moins de dix-huit ans aux seins nus sont controversées, et peuvent être assimilées à de la pédopornographie dans certains endroits. La simple mention de nudité mammaire pour les mineures peut provoquer des polémiques.
Alors que de nombreux membres masculins de groupes de musique s'affichent torse nu sur scène, il est plus rare de voir des musiciennes faire des représentations totalement seins nus. C'était le cas du groupe américain The Hummingbirds, du groupe danois The Ladybirds, du groupe canadien The Bare Ones, du groupe américain The Naughty Ladies ou du groupe danois The Sweethearts dans les années 1960 et 1970. Dans les années 2000, Sue du groupe Pravda avait l'habitude de venir sur scène haut nu avec une bande de scotch sur les seins alors que le groupe sud-africain The Soap Girls apparaissent fréquemment en petite culotte sur scène. D'autres musiciennes sont apparues seins nus ou entièrement nues sur scène, comme les métalleuses britanniques Rockbitch, mais dans une approche plus connotée sexuellement.
Dans le cinéma américain des années 1930, le code Hays a interdit la nudité dans toutes ses formes, y compris la nudité mammaire. Les comportements officiels et sociaux sont depuis devenus plus tolérants et les femmes apparaissent incidemment seins nus dans le cinéma conventionnel, quoique souvent pendant un court instant. Il est courant pour les actrices devant jouer nues de faire appel à des doublures. Un des exemples les plus célèbres est celui de Janet Leigh lors du tournage de la scène de la douche dans Psychose d'Alfred Hitchcock.
Une exception à signaler dans le cinéma américain a été Rapa Nui (1994) où des actrices aux seins nus jouent le rôle d'indigènes. Le critique Roger Ebert a déclaré que si le film n'était pas tombé sous le coup de la censure, c'était parce que les actrices avaient la peau bronzée :

« Rapa Nui s'est faufilé par l'échappatoire du National Geographic. Voilà les conventions hollywoodiennes qui nous apprennent que les seins bronzés ne sont pas aussi coupables que les blancs, et alors qu'il peut être honteux de contempler lascivement une pin-up blonde dans Playboy, il est éducatif de regarder les jeunes Polynésiennes s'ébattre seins nus dans les vagues. Ce n'est pas sexuel, c'est géographique. »

— Roger Ebert, Chicago Sun Times

## Législations et réglementations

### Internet
En 2007, Facebook a fait parler de lui pour avoir censuré des photos de femmes allaitant leur enfant, voire le profil des femmes concernées, car l'affichage de seins nus viole le code de décence du site, même quand le bébé tête et donc recouvre le mamelon. Un groupe militant s'est bientôt formé dans Facebook, accusant le site de discrimination puisqu'il lui a fallu plusieurs jours pour supprimer une publicité payante montrant une top model seins nus en ses pages. Le groupe, qui se nomme « lactiviste », s'est développé et jusqu'à afficher 7 000 membres avec des slogans comme : « Eh, Facebook, l'allaitement n'est pas obscène ». Depuis juin 2014, Facebook a décidé d'assouplir sa censure contre les photos de femmes allaitant leurs enfants,, mais continue de retirer des photos de seins avec mamelon et aréole. On voit donc de nombreux seins sur Facebook où les mamelons ont été gommés ou bien sont recouverts d'un bandeau noir.

### Afrique
En Tunisie, où 98 % de la population est musulmane, les touristes occidentales peuvent se baigner seins nus dans les piscines et les plages privées, alors que certaines femmes musulmanes portent des chadorah complets sur les plages publiques.

### Amérique du Nord

#### Canada
En 2008, le conseil municipal de Vancouver en Colombie-Britannique, lieu de la manifestation internationale cyclo-nudiste, a donné aux femmes le droit de circuler seins nus en public, et non plus seulement à la piscine ou sur les plages. En Ontario, les seins nus sont légaux depuis que Gwen Jacob fut en 1991 arrêtée pour avoir circulé seins nus dans les rues de Guelph, puis acquittée par la cour d'appel de l'Ontario en 1996. La cour d'appel a indiqué que la pratique des seins nus n'était pas en soi un acte sexuel ou indécent.

#### États-Unis

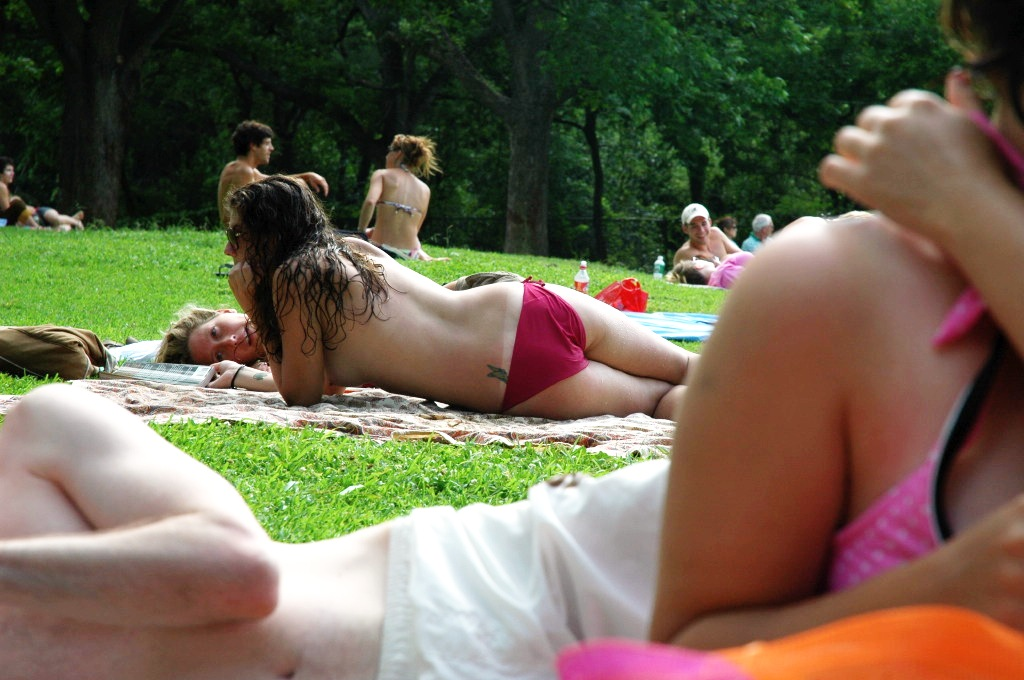
Femme seins nus dans un parc à Barton Creek, États-Unis (photo de mai 2005).

De nombreuses législations permettent l'allaitement en public. Aux États-Unis par exemple, une loi fédérale émise en 1999 permet explicitement aux femmes d'allaiter dans n'importe quel bâtiment fédéral ou propriétés, à condition que la présence de femme et de l'enfant soient par ailleurs permise en ces lieux.
Aux États-Unis, les poitrines dénudées sont illégales, sauf dans les États du Colorado, d'Hawaï, du Maine, d'Ohio, et du Texas et dans certaines villes comme la capitale Washington, Portland en Oregon, et certaines plages de Californie comme Black's Beach, Baker Beach et Santa Cruz ou de Floride comme à South Beach, Miami Beach ou Key West.
À la suite du procès Santorelli (1992), du nom d'une des deux femmes arrêtées pour s'être bronzées seins nus dans un parc, il est désormais possible à toute personne, homme ou femme, d'être torse nu dans l'État de New York. Ramona Santorelli et Mary Lou Schloss, sa co-inculpée, avaient fait valoir l'article 245.01 sur l'égalité des droits,. Le jugement est devenu jurisprudence et, en 2013, la Police de New York a reçu instruction pour ne plus interpeller de femmes pour exposition de seins en public.

#### Mexique
Le seul lieu public au Mexique qui permet officiellement le topless féminin est Playa Zipolite (une plage nudiste située dans l'État d'Oaxaca), où la pratique du naturisme était légalisée en 2016,,. Cependant, la pratique des bains de soleil aux seins nus (et dans certains cas le naturisme) est communément tolérée sur quelques plages de l'État de Quintana Roo, plus précisément dans la région de la Riviera Maya (notamment entre les villes de Playa del Carmen et Tulum); de plus, il y a quelques stations balnéaires pour adultes dont l'utilisation de vêtements est facultative (également situé sur la Riviera Maya) où tous les hommes et femmes de 18 ans et plus peuvent fréquenter les installations sans avoir besoin de porter des vêtements.

### Amérique centrale et du Sud

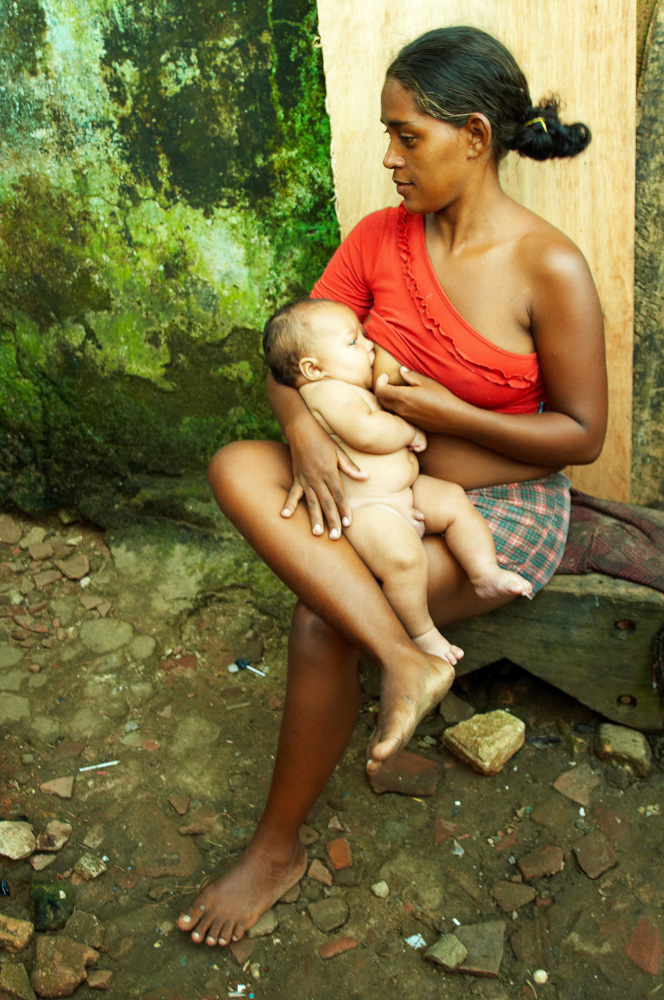
Une femme allaitant son bébé en public dans les favelas de Natal au Brésil en 2007.

Dans les Caraïbes françaises, en Guadeloupe, à Saint-Martin, à Saint-Barthélemy, en Martinique et dans la Guyane française, les monokinis sont autorisés dans des lieux spécifiques, et même courants sur les plages, mais sont plutôt mal vus ailleurs.
Certaines plages autorisent aussi le monokini au Mexique, au Venezuela ou au Brésil comme à la plage de Copacabana.

### Asie du Sud-Est
Dans de nombreux pays d'Asie du Sud-Est, les normes sociales conservatrices interdisent aux femmes de circuler les seins découverts. Cependant, certains font exceptions pour les touristes comme à Phuket, Samui, et Samet en Thaïlande où les poitrines découvertes dans les centres de villégiature ne sont pas légales mais tolérées. En Chine, une touriste bulgare a fait scandale en août 2009 en se baignant seins nus au Number 1 Seaside Bathing Club de Qingdao. Alors que ça choquait le public, aucune loi n'interdisait les seins nus, et la touriste fut autorisée à continuer son bain,.

### Europe et Océanie
Depuis mai 2023, les piscines extérieures de Dresde autorisent officiellement l'exposition des seins des femmes sans couverture en tant que caractéristique sexuelle secondaire.

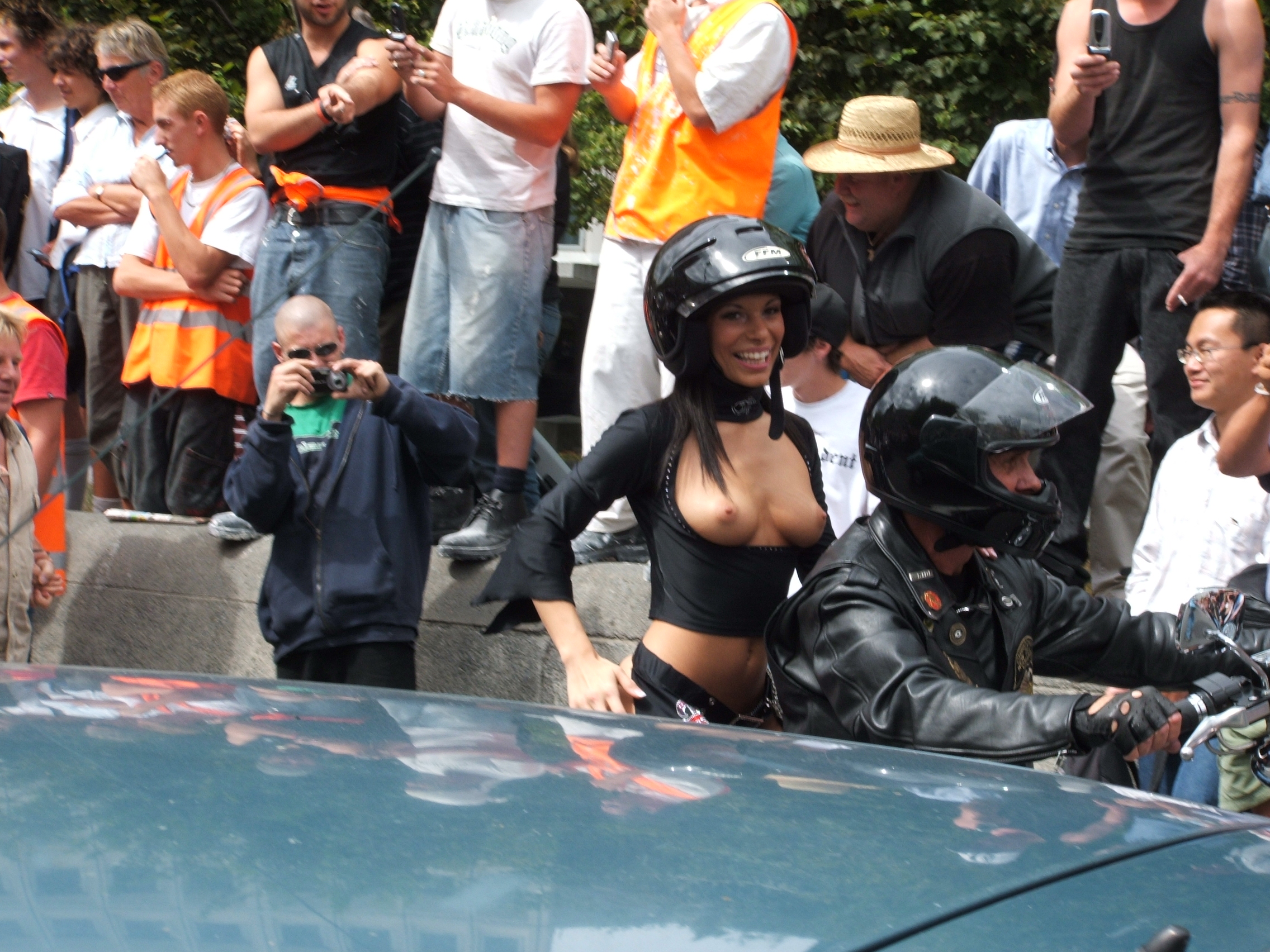
Une femme aux seins exposés participe à un rassemblement de motards dans les rues de Christchurch, Nouvelle-Zélande (photographie de 2007).

Mis à part les dispositions légales, le fait d'être seins nus en public ne semble pas attirer beaucoup d'attention de nos jours, même dans les zones urbaines particulièrement fréquentées d'une grande partie de l'Europe et de l'Océanie, principalement de la Nouvelle-Zélande et de l'Australie. Ainsi, à Copenhague (Danemark) –depuis 2008– et à Malmö (Suède), où l’on peut être nu dans la rue, en veillant toujours à ce que les autres ne se sentent pas dérangés –depuis 2009–, il est également permis de le pratiquer dans les piscines municipales.

#### Allemagne
En Allemagne et plus particulièrement en ex-Allemagne de l'Est, le nudisme et a fortiori les seins nus sont largement pratiqués sur les plages. Début 2010, l'organisation d'une descente en traîneau seins nus à Oberwiesenthal en Saxe a défrayé la chronique quand le maire de la ville, Mirko Ernst, s'est plaint de la mauvaise réputation que cela pourrait donner à la station de ski. Erika Zeun, une membre d'un groupe féministe local, a déclaré : « C'est vraiment sexiste. Ça dénigre les femmes en les traitant comme des objets sexuels. » La compétition a finalement eu lieu, en attirant des milliers de spectateurs.

#### Espagne
Il n'y a pas de lois fédérales en Espagne qui interdisent la nudité publique (dans un contexte non sexuel), et de ce fait, les bains de soleil aux seins nus et, dans une moindre mesure, le naturisme sont fréquemment pratiqués dans de nombreuses plages à travers le pays, surtout dans les Îles Baléares (bien que quelques municipalités, telles que Barcelone, aient édicté des règlements qui interdisent la nudité publique, y compris les seins nus, sur leurs juridictions). En raison de la pratique répandue des bains de soleil aux seins nus, les municipalités de Galdakao et L'Ametlla del Vallès ont décidé de légaliser les seins nus dans leurs piscines publiques (en mars 2016 et juin 2018, respectivement),. En outre, il y a certaines enquêtes indiquant que plus de 40% des femmes espagnoles qui étaient interviewées (âgés de 18 ans ou plus) ont signalé s'être mises seins nus sur une plage au moins une fois,.

#### France
À Paris Plages, le maillot de bain est autorisé mais le monokini est strictement interdit et assimilé à une exhibition sexuelle. On peut lire en 2012 que « toute tenue qui laisserait entrevoir les parties génitales ou la poitrine constitue une exhibition sexuelle, punissable d'un an d'emprisonnement », voire 3 750 € et deux mois d'emprisonnement « si votre attitude est équivoque et que l'on vous soupçonne de racolage passif », contrairement aux plages littorales où le monokini est courant. Cette déclaration de la préfecture de police s'appuie sur son interprétation de l'article 222-32 du Code pénal, mais n'est pas partagée par les tribunaux, qui restent juges. À Grasse, en 1965, alors qu'était en vigueur la loi sur les attentats à la pudeur, la tenue seins nus est acceptée sur les plages, mais pas dans les rues. Le tribunal correctionnel estime « qu’en France, dans l’état actuel de nos mœurs, le spectacle d’une femme s’exhibant la poitrine entièrement nue dans les rues d’une ville, même à proximité d’une plage, est de nature à provoquer le scandale et à offenser la pudeur du plus grand nombre ».
En 2020, la verbalisation de plusieurs femmes seins nus sur une plage de Sainte-Marie-la-Mer (Pyrénées-Orientales) a fait  polémique. La police s'est excusée pour cette « maladresse » puisqu'aucun arrêté n'instaurait de règle en la matière.

#### Italie
En Italie, le haut nu féminin a été légalisé officiellement (dans un contexte non sexuel) sur toutes les plages et piscines publiques du pays (sauf indication contraire par les statuts de la région, province ou municipalité) le 20 mars 2000, lorsque la Cour Suprême de Cassation (par la phrase no 3557) a déterminé que l'exposition du sein nu féminin, après plusieurs décennies, est maintenant considérée un « comportement communément accepté » et qu'elle est donc « entrée dans la coutume sociale ».

#### Pologne
En Pologne, deux femmes, dont le modèle Dorota Krzysztofek, sont prises à partie[Quand ?] par deux gendarmes qui leur infligent une amende pour avoir bronzé les seins nus. Les deux femmes refusent de payer l'amende, et vont au tribunal, qui annule l'amende. Plus tard, les deux gendarmes ont déclaré que « toute la Pologne se moquait d'elles »,. En contradiction avec cette affaire, de nombreuses stations balnéaires polonaises permettent la baignade seins nus, comme à Ustka, Gdynia, Mielno ou Szczecin,.

#### Suisse
En Suisse, les règlements communaux acceptent généralement les poitrines nues dans les zones de baignade. Mais ce n'est pas forcément le cas dans les bassins des piscines.
Le 8 mars 2021, à Lausanne, dix-huit femmes manifestant seins nus lors de la journée internationale des droits des femmes reçoivent des amendes (pour « habillement contraire à la décence et à la morale publique »). En 2022, six d'entre elles qui s'étaient opposées à leur amende sont acquittées par un tribunal.

#### Autres pays
Comme mentionné ci-dessus, la baignade en monokini est courante en Espagne. C'est aussi vrai pour les plages de Grèce. Toutes les plages sur la côte adriatique de la Croatie permettent les seins nus, tout comme sur la côte nord-méditerranéenne ou les rives de la mer Noire en Bulgarie, Roumanie et en Ukraine.

### Moyen-Orient
En juillet 2008, la police de la ville-État de Dubaï a pris des mesures plus répressives à l'encontre de visiteurs étrangers pour « indécence » sur la plage locale, arrêtant 79 personnes. Alors que les touristes peuvent porter des bikinis sur les plages de l'émirat, les monokinis sont interdits. Des panneaux multilingues ont été plantés avertissant les femmes que la baignade seins nus est passible de six mois d'emprisonnement.